# Dolina, Puconci
Dolina este o localitate din comuna Puconci, Slovenia, cu o populație de 199 de locuitori.